# Архангай
Архангай (монг. Архангай аймаг, Архангай — у перекладі Північний Хангай) — аймак у Монголії. Центр аймаку — місто Цецерлег

## Основні дані
Архангайський аймак утворено у 1931 році, він розташований у центрі країни. Територія складає 55,3 тис. км², населення 110 тисяч, однак з врахуванням терміново вибулих на навчання та трудових мігрантів 93 тисячі. Щільність населення 1,73 люд. на км². Основне населення — халха-монголи, окрім того живе етнічна група оолд. Розвинуто землеробство. Є електростанція, будівельний завод, педагогічний коледж, театр, школи, лікарні. До складу аймаку входить 19 сомонів. На території аймаку розташовано одне з найгарніших озер Монголії — Терхійн-Цагаан-Нуур, руїни кількох стародавніх монастирів.

## Адміністративний поділ
| №п/п | сомон        | 'Монгольська назва | Населення 2005 | Населення 2008 | 'Населення 2009 | Центр          | Населення адміністративного центру |
| 1    | Батценгел    | Батцэнгэл          | 3818           | 3855           | 3846            | Жаргалант      | 1096                               |
| 2    | Булган       | Булган             | 2285           | 2361           | 2434            | Булагтайн денж | 961                                |
| 3    | Чулуут       | Чулуут             | 3943           | 3749           | 3744            | Жаргалант      | 935                                |
| 4    | Ерденебулган | Эрдэнэбулган       | 17790          | 18022          | 17770           | Цецерлег       | 17770                              |
| 5    | Ерденемандал | Эрдэнэмандал       | 6099           | 5843           | 5933            | Улзийт         | 1091                               |
| 6    | Іхтамір      | Ихтамир            | 5714           | 5154           | 5247            | Заанхошуу      | 1050                               |
| 7    | Жаргалант    | Жаргалант          | 4089           | 4114           | 4111            | Баянцагаан     | 1035                               |
| 8    | Хайрхан      | Хайрхан            | 3756           | 3558           | 3656            | Уул Булан      | 739                                |
| 9    | Хангай       | Хангай             | 3054           | 2805           | 2926            | Хунт           | 795                                |
| 10   | Хашаат       | Хашаат             | 3594           | 3305           | 3344            | Баян           | 802                                |
| 11   | Хотонт       | Хотонт             | 4763           | 4809           | 4440            | Хотонт         | 774                                |
| 12   | Угийнуур     | Өгийнуур           | 3015           | 3041           | 3086            |                | 602                                |
| 13   | Улзийт       | Өлзийт             | 3 154          | 3 037          | 3 102           | Хушут          | 829                                |
| 14   | Ундер-Улаан  | Өндөр-Улаан        | 5 873          | 5 729          | 5 798           | Теел           | 1 097                              |
| 15   | Таріат       | Тариат             | 5 082          | 5 022          | 5 086           | Хорго          | 644                                |
| 16   | Тувшруулех   | Түвшрүүлэх         | 3 489          | 3 410          | 3 438           | Таванбулаг     | 1 869                              |
| 17   | Цахир        | Цахир              | 2 058          | 2 126          | 2 143           |                | 438                                |
| 18   | Ценхер       | Цэнхэр             | 5 480          | 5 387          | 5 414           | Алтан овоо     | 997                                |
| 19   | Цецерлег     | Цэцэрлэг           | 2 058          | 3 955          | 3 813           | Хужирт         | 848                                |

- — місто Цецерлег (адміністративний центр Архангая) разом з сільськими околицями утворює сомон Ерденебулган.

## Клімат та природні ресурси

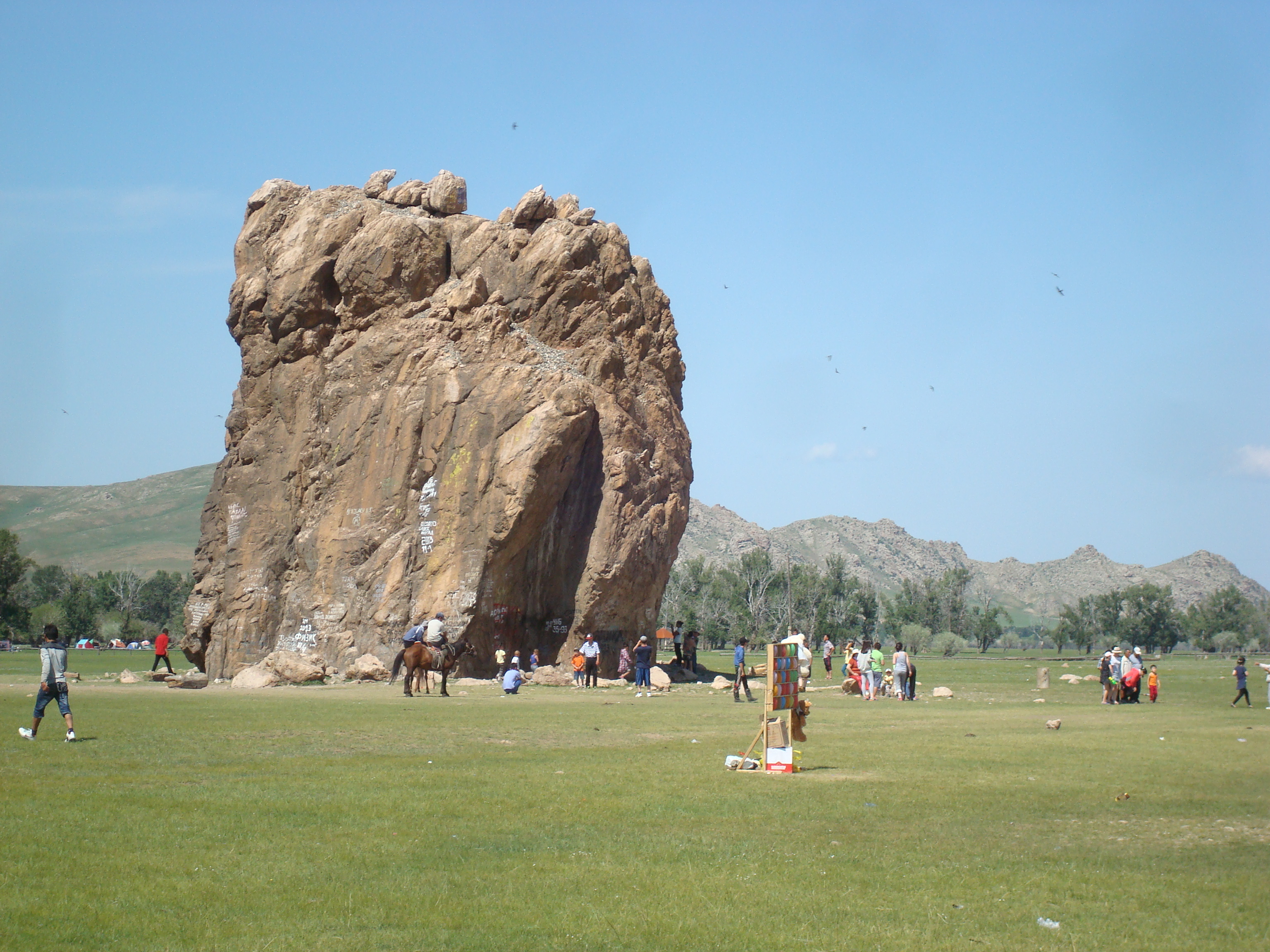
Тайхар Чулуу

Клімат континентальний. Аймак багатий природними ресурсами та тваринним світом. Територія включає гори, степ та рівнини, середня висота складає 2414 метрів, найвища вершина — пік Харалагтай (3539 м), найнижча точка — злиття річок Орхон та Тамир (1290 м)поблизу озера Огий. Ґрунти здебільшого сіро-чорні гірських лук та лісів. Понад 70 % території займають пасовища, 15 % території вкриті листяним та хвойним лісом.
Тваринний світ представлено козерогом, дикими вівцями, леопардами, рись, мускусні олені, ведмеді, бабаки, ховрахи, лисиці. Флора аймаку нараховує 1700 видів 20 % з яких складають медичні трави.

## Рельєф та водойми

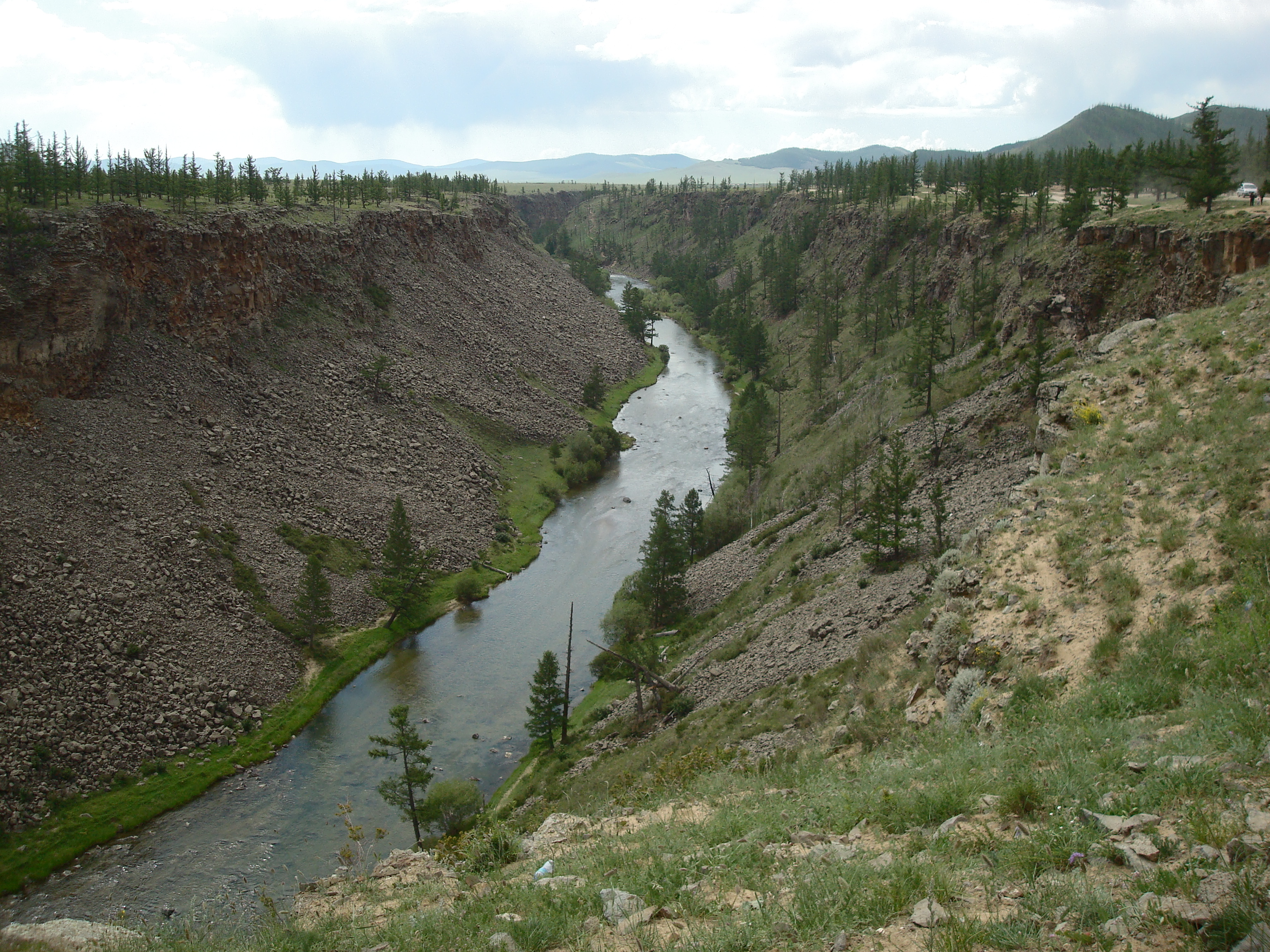
річка Чулуут

Більша частина аймаку знаходиться на північному схилі гірського ланцюга Хенгей-Неруу — другими за висотою горами Монголії. Серед основних озеро аймаку
- Дуруу-цагаан-нуур розташоване на кордоні з сомоном Рашаант Хубсугульського аймаку та сомону Цецерлег. Довжина озера 7,2 км, ширина 3,2 км, довжина берегової лінії 18,2 км, глибина до 8 метрів, обсяг води 29 млн м³.
- Угий унур — довжина 10 км, площа 27 км², водиться 15 видів риб, у тому числі великі щуки. Можна купатись.
- Терхийн-Цагаан-нуур розташоване у передгір'ях Хангаю на висоті 2060 метрів над рівнем моря, має вулканічне походження. Довжина озера 16 км, ширина 4-10 км, глибина понад 20 метрів.

## Економіка
Вирощують хлібні злаки, картоплю та інші види овочів, Місцеві фермери щороку збирають понад 20 000 тонн зерна.
В аймаку знаходиться родовище пиропу (карбункулу) із групи гранатів. Також тут є запаси хризоліту, кришталю, слюди та місячного каменю. Тут до 1990 року працював завод з обробки кольорових каменів.

## Транспорт
В адміністративному центрі аймаку є власний аеродром який має ґрунтову смугу завдовжки 1800 метрів, однак регулярного авіасполучення з іншими містами немає.

## Пам'ятки
Архангайський аймак багатий історичними місцями.
- Руїни міста Орду-Балик, нині орхонський Хара-Балгас розташований на північний захід від монастиря Ердене-Зуу. Площа фортеці 500 на 500 метрів.
- У 35 км від монастиря Ердене Зуу розташована стела тюркського принца Куль-Тегіна датована 731 роком.
- Природна пам'ятка — розташоване посеред поля окреме скельне утворення Тайхар-Чулуу з якою пов'язано багато легенд.
- Гарячі джерела Ценхер з температурою води 86,5 градусів, які розташовані за 15 км від селища Ценхер. Потужність джерела 10 літрів за секунду.
- Долина вулканів — озеро Терхийн Цагаан-Нуур утворено річкою Суман-Гол та дамбою вулканічного походження.
- У 200 км від озера Цагаан-Нуур відомий ще один каньйон в якому розташовано 15-метровий водоспад на річці Орхон.
- Наскельні малюнки на річці Чулуут які датуються 3000 роками до нашої ери[1].